# Recombinação genética
Recombinação genética é a seleção dos alelos em nova combinação no momento da meiose e mitose, sendo  nesse momento que ocorre a mistura dos genes, demonstrando que a ligação genética não é absoluta, pois os genes no mesmo cromossomo podem ser separados . A recombinação acontece em dois momentos durante a meiose, o primeiro é no Crossing over (permutação)  e o segundo é na segregação dos cromossomos homólogos. Na mitose, quando ocorre a separação das células, as cromátides irmãs, é um processo crítico que resulta em um conjunto complexos de informações genéticas para cada uma das células, contribuindo para a variabilidade genética .
Além disso, ocorre em dois tipos, podendo ser homóloga, quando acontece entre sequência de DNA similares, ou pode ser não homóloga, quando o oposto acontece.

## Mecanismo da recombinação genética
A mistura do material genético acontece durante o ciclo celular, na fase da meiose. Essa etapa é dividida em duas, meiose I e meiose II, no qual consiste em dividir a célula em que uma célula tem o número reduzido pela metade . Com isso, na meiose 1 os cromossomos já foram duplicados, então cada um deles tem uma cromátides-irmãs, assim durante a primeira etapa, prófase 1 os cromossomos homólogos estão condensados e em pares, totalmente pareados. Nessa mesma fase os cromossomos se separam, menos os quiasma, e estão ainda mais condensados, fixando-se as fibras de fuso. Durante a segunda etapa, metáfase 1, os cromossomos pareados se alinham no plano equatorial da célula, a terceira etapa, anáfase 1, ocorre a separação dos cromossomos homólogos, em que cada um irá seguir um pólo e, por fim, na telófase 1, sendo a quarta etapa, formam novos núcleos. Durante a  segunda fase da meiose, meiose II, ocorre a separação das cromátides 2n em 4n (Figura 2). Na etapa da prófase 2 os cromossomos são condensados e fixados em um novo fuso, assim, na metáfase 2 eles se  desloquem para o plano equatorial da célula e durante a anáfase 2 os centrômeros se dividem para que as cromátides- irmãs possam seguir para os pólos opostos. Com isso,  na telófase 2 as cromátides- irmãs passam a ser cromossomos, no qual estão descondensados e começam a formar novos núcleos, núcleos-filhos, sendo que cada uma são um conjunto haplóide de cromossomas, que não são geneticamente iguais, o que difere da mitose .
Dessa forma, o resultado são quatro células filhas com metade dos cromossomos da célula iniciais, uma célula haplóide (n), pois apresenta somente um dos cromossomos par de homólogos, sendo uma consequência da separação dos cromossomos homólogos, que cada um foi herdado de um genitor e contém informação genética para as mesmas características. Durante esses processos garantem a variabilidade genética, pois as células-irmãs possuem diferença no material genético, consequência da divisão celular..
A mitose é um tipo de divisão celular que dá origem às células somáticas dos organismos, isso significa que esse processo é capaz de manter certas características genéticas, como o número igual de cromossomos (2n), derivadas da célula mãe. Esse tipo de divisão celular, permite o crescimento dos organismos, o reparo de tecidos e em alguns casos, a reprodução assexuada .
Assim, como a meiose, o processo de mitose apresenta algumas etapas durante a divisão, são elas: Prófase, Metáfase, Anáfase, Telófase e Citocinese .
A Prófase é a primeira fase da divisão celular na mitose, é responsável por desmanchar a carioteca (membrana nuclear), formar as fibras do fuso e condensar os cromossomos, para que possam ser individualizados .
Na Metáfase, ocorre a maior condensação dos cromossomos. Além disso, notamos a organização e disposição da placa equatorial dentro da célula, por conta da presença do fuso mitótico.
A Anáfase é responsável pelo movimento de migração dos fusos para os pólos da célula, preparando então para a total separação do material ali presente .
Na Telófase, podemos observar a cromatina totalmente descondensada e a criação dos novos núcleos, que irão carregar os materiais genéticos .
Por último e não menos importante, temos a Citocinese, que é responsável por concluir esse processo, dividindo o citoplasma por completo e separando as novas células filhas .
Durante a mitose, ocorre também a recombinação genética do tipo homóloga, onde os materiais genéticos (sequências idênticas ou com alto grau de identidade) trocam informações. Esse tipo de recombinação (mitótica) se dá para o reparo de DNA, para que as fitas possam se recompor de forma que não ocorram alterações de sequenciamento das bases .

Crossing Over
O crossing-over acontece durante a divisão celular na fase de paquíteno da prófase 1 da meiose, ou permutação  . Processo no qual as cromátides homólogas são quebradas em pontos determinados que a partir disso tem a troca de segmentos correspondente entre elas, que proporciona uma nova sequência de gene ao longo do cromossomo. Dessa forma, ocorre a mistura dos genes e consequentemente tem uma recombinação . No entanto, para que possa ocorrer o Crossing-Over é necessário que haja uma distância entre os genes, para que essa nova combinação genética aconteça, contribuindo para a variação genética .

Número de recombinações possíveis
É possível que tenha inúmeras combinações a partir da mistura de genes de dois indivíduos, por exemplo, a mistura de cromossomo materno e paterno. O número possível de combinação pode ser calculado com a expressão 2n, no qual n é o número de pares de cromossomo de um indivíduo, por exemplo a espécie humana 223 que equivale a 8.388.608 diferentes combinações entre os cromossomos materno e paterno .
O mapeamento genético permite compreender quantas recombinações são possíveis, uma vez que apresenta a ideia da distância dos cromossomos. Com isso, quando o gene está em diferentes cromossomos ou distante no mesmo cromossomos tem a probabilidade de o gene ter 50% de recombinação .

## A importância da Recombinação Genética
O papel da recombinação genética na evolução das espécies
Ao longo do curso da história as teorias se fundamentaram em hipóteses resultantes de aglomerados de resultados e experimentações, consequentemente a evolução com as derivações teóricas como a seleção natural e a genética mendeliana. A junção de tais aglomerados teóricos resultam em combinações diversificadas de espécies com múltiplas características e suas adaptações ao meio . Mesmo com essas múltiplas diversidades, as espécies possuem algo em comum: o genoma, com muitos genes semelhantes ou homólogos entre si .Os genomas são características de um organismo, podendo apresentar moléculas de DNA, e ácidos nucléicos presentes no núcleo.
O que torna tais características comuns sobre laços com o ancestral comum o que foi difundido de  algo basal que havia uma forma de vida simples que deu origem a todas as formas de vida existentes  hoje, difundido por duas ou mais linhagens divergentes. Pressupondo que as diferentes espécies tenham se originado ao longo do tempo, evoluindo ao longo de bilhões de anos da Terra.
Portanto, a diversidade e suas ramificações são partes da evolução, promovendo grande variação genética ao longo do tempo. Essas diferenças surgem de forma aleatória, fazendo com que a proporção de indivíduos com essas características cresça ou diminua . A variação genética é um produto que proporciona mudanças na evolução. Além disso, a genética é a chave para compreender como os organismos estão relacionados na evolução .
Como a recombinação contribui para a diversidade genética
A diversidade genética é um fator fundamental para população, uma vez que ela ocorre devido à troca de material genético, resultando em múltiplas combinações de genes, tornando uma habilidade o fato das populações se ajustarem ao ambiente constantemente, passando por mudanças e aumentarem a probabilidade dos indivíduos terem variações de alelos  vantajosos para ambientes distintos.
O alelo presente nos indivíduos é responsável por duas cópias, ambas herdadas dos cromossomos de cada genitor. Durante a meiose, processo de divisão celular em que ocorre a redução no número de cromossomos pela metade, gerando recombinações de crossing over, possibilitando novas combinações de alelos nos cromossomos, ocorrem ações nas quais as células, produtos da meiose, espermatozoides e óvulos. Quando a junção desses materiais ocorre a fertilização, portanto gerando dois conjuntos haplóides de cromossomos que formam conjuntos diplóides completos, derivando diversas combinações de alelos em seus gametas, gerando recombinações e combinações aleatórias, aumentando a variabilidade ao longo das gerações . A recombinação genética resulta em combinações muito particulares e únicas nos indivíduos, os gametas doados pelos progenitores levam alelos distintos, influenciando a manifestação de características aos descendentes, no qual apresentará combinações distintas e únicas provenientes dos alelos herdados dos progenitores. 
À medida que se sucedem características distintas, ocorre o aumento delas, criando uma maior variabilidade genética juntamente com implicações e consequências para as mesmas, como a melhoria da aptidão reprodutiva, podendo gerar combinações e recombinações vantajosas.  A teoria da Seleção Intra-sexual, na qual os mais aptos têm maior probabilidade de serem escolhidos pelas fêmeas, uma vez que irá garantir uma prole forte, saudável e descendente, garantindo o sucesso da espécie.

## Tipos de Recombinação Genética
Homóloga
Ocorre em sequências de DNA semelhantes, não tendo a perda ou adição de nenhum par de  base .  A recombinação homóloga acontece em eucariotos durante a fase da prófase 1 da meiose, em que as duas cópias de cada cromossomo materno e paterno, podem ter diferentes alelos em alguns locais do cromossomo, sendo que a recombinação dos cromossomos gerados é diferente dos cromossomos parentais . 
Com isso,  a recombinação homóloga pode acontecer em todo o genoma de um organismo, a partir de enzimas recombinantes, contribuindo para a variabilidade genética e tem uma importância para o reparo de danos químicos e físico da molécula de DNA, de forma que sempre mantenha a estabilidade do genoma e acontece de forma recíproca . 
Com os cromossomos parentais emparelhados se alinham evidenciando uma sequência de DNA semelhante e se cruzam, dessa forma, o resultado é que embaralhou o material genético. Por exemplo, um cromossomo 1 e o cromossomo 2 , os cromossomos parentais, resultará em um indivíduo com características com ambos materiais genéticos, devido a troca de sequência de nucleotídeo nas duas fitas de DNA e está associada a junção de Holliday, uma junção de quatro cadeia de DNA,  que auxilia no embaralhamento de hélice de DNA (figura 4) .
Além disso,  tem um papel importante na mistura do material genético, permitindo que tenha maior variabilidade 

Não homóloga
A recombinação não homóloga acontece em cromossomo que não apresentam similaridade nas sequências de nucleotídeos, ou seja, não são semelhantes e não codificam as mesmas características . É comum que aconteça essa recombinação em cromossomos que apresenta de deleção ou translocação gênica, atuando como um sistema de reparo aos danos do DNA de forma aleatória, pois o DNA é inserido de forma aleatória no genoma, uma vez que tenha poucas bases complementares para que possa ser realizado o pareamento da extremidades . Com isso, em regiões de similaridade e os pontos de quebra e o cromossomo completo pode gerar recombinação em diferentes genes que estão em locus diferentes .  
Além disso,  esse processo pode gerar inversão, duplicação e deleção cromossômica e é classificado em três tipos: Primeiro é o arranjo sítio-específico, que acontece quando o arranjo do genoma é por recombinação de pequenas sequências homólogas do DNA. A segunda é quando tem a ligação por extremidades não homólogas ou quando o arranjo da nova sequência ligada possuem homologia em menos de três pares de base, sendo uma forma aleatória. A terceira é quando o arranjo é associado a elementos transponíveis (Figura 5) ,.

## Processo de recombinação Genética
Crossing Over
Durante a o estudo do crossing over ao longo da história da ciência acreditava-se que sua fase se iniciava no paquíteno no início da meiose I onde ocorre a sinapse total e a recombinação cromossômica. Contudo estudiosos observaram a presença cruzamentos entre dois cromossomos no final do diplóteno onde ocorre a descondensação ou no início da diacinese onde acontece a desintegração da carioteca  e a  condensação. Podendo então definir que o crossing-over ocorre no início do pareamento entre cromátides  
Portanto nos dias atuais sabe-se que o crossing over se inicia após a duplicação de um conjunto de cromossomos na interfase I, onde ocorre a troca do material genético entre as cromátides não irmãs, onde a meiose I será o produto principal com a condensação dos cromossomos homólogos emparelhados onde acontecem as trocas de informações genéticas e suas variações, ademais a região que apresenta uma constrição o centrômero se separa no diplóteno .
O conjunto dos dois cromossomos homólogos ficam unidos no mesmo cruzamento, formados pelo processo de crossing over. À medida que o prófase I avança, a membrana nuclear se quebra e o fuso se desenvolve, tornando viável o processo da metáfase I. Durante a prófase I, podendo ocorrer uma fissura no conjunto das cromátides homólogas em pontos distintos, ocorrendo logo após a troca das secções.Sendo esse mecanismo a permutação ou o crossing over ocorrendo devido a troca de segmentos, podendo ser um produto para o aumento da variabilidade genética .

Conversão de Genes
O crossing over tem como principal mecanismo, a recombinação homóloga, na qual é responsável pela conversão de genes ,.
A conversão gênica, pode ser definida pela troca genética, onde não há reciprocidade, não produzindo assim, padrões anormais de gametas depois de finalizada a meiose ,,
Para entender melhor, é importante detalhar que um indivíduo Aa gera ¾ de A e ¼ de a ou até mesmo ¼ de A e ¾ de a, onde Aa produz ½ a e ½ gameta A. Além disso, a formação de um heteroduplex durante a recombinação (Ácidos nucleicos de dupla fita, seja RNA ou DNA, com regiões de nucleotídeos desemparelhados), dá origem à conversão de genes ,,
Durante a formação desses heteroduplex, ocorre o pareamento entre uma molécula de DNA (fita única de cromossomo) com outra fita de DNA do cromossomo e partir disso pode acontecer um erro de recombinação e formação da heteroduplex: quando essas fitas emparelhadas pertencem ao mesmo alelo .,.
As células são capazes de reparar esses erros, retirando os nucleotídeos de umas das fitas, substituindo a partir de outro DNA, utilizando o uma fita complementar como molde para esse processo. Assim, um alelo copiado pode converter-se em outro alelo (o alelo convertido, depende da especificidade da fita utilizada como molde), toda essa movimentação dentro da célula, denomina-se um evento de conversão de genes ,,,.

## Mecanismos Moleculares da Recombinação Genética
Enzimas participantes e seus papéis
Para que a recombinação ocorra, é imprescindível que alguns processos ocorram :
- As hélices duplas de DNA se desenrolam;
- A clivagem das fitas de nucleotídeos;
- A invasão de fita e migração de ramificações;
- A clivagem adicional da fita e união para remover as junções de Holliday.

A maioria das informações que se tem sobre esse processo foram observadas em estudos de trocas de genes na Escherichia coli., na reprodução sexuada do tipo conjugação, onde uma bactéria doa seu cromossomo para a outra. A partir dessa doação, a bactéria receptora fica com dois cromossomos que podem ou não sofrer recombinação homóloga, dependendo dos genes e das proteínas atuantes .
| Mecanismos Moleculares da Recombinação Genética |                                | |
| Grupo                                           | Mecanismos                     | Função                                                                                               |
| Genes                                           | recA                           | Codifica proteína RecA                                                                               |
| Genes                                           | recB                           | Codificação de 3 polipeptídeos que formam a proteína recBCD                                          |
| Genes                                           | recC                           | Codificação de 3 polipeptídeos que formam a proteína recBCD                                          |
| Genes                                           | recD                           | Codificação de 3 polipeptídeos que formam a proteína recBCD                                          |
| Genes                                           | ruvA                           | Codificam proteínas que catalisam a migração da ramificação, além do ruvB codificar a Resolvase      |
| Genes                                           | ruvB                           | Codificam proteínas que catalisam a migração da ramificação, além do ruvB codificar a Resolvase      |
| Proteínas                                       | RecA                           | Possibilita que uma fita invada uma hélice de DNA e desloque uma das fitas originais                 |
| Proteínas                                       | RecBCD                         | Desenrola as fitas de DNA e rompe as fitas de nucleotídeos                                           |
| Enzimas                                         | Rad51                          | Facilita a formação e migração de ramificações das estruturas de Holliday nos eucariotos             |
| Enzimas                                         | Resolvase (GEN1 em eucariotos) | Rompe as estruturas de Holliday                                                                      |
| Enzimas                                         | DNA Ligase                     | Ligadoras de fita única, e participam em vários processos da recombinação, além da replicação do DNA |
| Enzimas                                         | DNA Polimerase                 | Ligadoras de fita única, e participam em vários processos da recombinação, além da replicação do DNA |
| Enzimas                                         | DNA Girase                     | Ligadoras de fita única, e participam em vários processos da recombinação, além da replicação do DNA |

Portanto, são proteínas que atuam na recombinação: RecA, RecBCD, RuvA, RuvB, resolvase, proteínas ligadoras de DNA de fita única, ligase, DNA polimerases e girase . 
Formação de estruturas de recombinação, como Holliday junctions
Levando-se em conta que a recombinação consiste na troca de informação entre as moléculas de DNA e para que ela ocorra é necessário que ocorra a ruptura, o alinhamento e o reparo dessas moléculas que se encontram em formas de fitas, observou-se no modelo de Holiday da recombinação homóloga, que a ruptura acontece na fita única da molécula de DNA. Nesse caso, a recombinação ocorre com a participação de uma estrutura chamada de junção de Holliday, então após a ruptura de fita única em duas moléculas homólogas de DNA, as extremidades livres criadas serão unidas pela estrutura chamada de junção de Holliday. Essa estrutura ao ser deslocada será o intermediário de Holliday, uma ponte cruzada que conecta duas moléculas duplex que pode ser rompida tanto horizontal quanto verticalmente, produzindo recombinantes não crossing over ou recombinantes crossing over respectivamente após a reunião das fitas. Na ruptura de plano horizontal, que produz recombinantes não crossing over, os genes de cada extremidade das moléculas permanecem idênticos, mas já na ruptura de plano horizontal os genes da extremidade das moléculas são diferentes das originais, sendo produzidos recombinantes crossing over . 
Assim, no modelo de Holliday, a recombinação homóloga ocorre através da ruptura de fita única no DNA, o reparo através de uma única junção de Holliday, seu deslocamento, a migração de ramificações, a ruptura do intermediário de Holliday e a reunião das fitas, que serão idênticas ou não a original, dependendo do plano da ruptura . 
Figura 6: Representação da recombinação homóloga do modelo de Holiday.

## Região de Hotspots Gênicos
A recombinação gênica pode acontecer em toda a molécula de DNA, porém, conseguimos identificar, em diversas espécies, regiões em que a frequência em que esse processo acontece é potencializado, para essas áreas específicas, damos o nome de Regiões de Hotspots Gênicos. Com mapeamento genético, conseguimos identificar onde estão localizadas essas regiões dentro do material genético 
Grande parte das pesquisas genéticas com Hotspots Gênicos usa ratos como material de estudo. Nesses animais, assim como em nós humanos e em todos os vertebrados, encontramos o Complexo Principal de Histocompatibilidade (MHC), sendo uma grande região genômica, em que podemos, então, encontrar uma grande quantidade de genes , e por consequência, encontramos uma maior atividade genética. Com isso, encontramos diversos estudos que mapeiam hotspots gênicos presentes no MHC dos ratos.
Além disso, é importante citar que essas regiões não estão distribuídas de forma aleatória dentro do material genético. Durante as pesquisas realizadas com os hotspots gênicos, foi possível identificar padrões de proximidade com determinados genes. A localização dessas áreas e a identificação dos genes associados são informações provindas de mapeamentos genéticos .

## Recombinação Genética em humanos
Doenças genéticas e recombinação desequilibrada
As doenças genéticas são descritas como uma alteração na sequência de nucleotídeos de uma região do DNA que consequentemente altera a estrutura de uma proteína, gerando anomalias, sendo uma consequência de uma recombinação genética desequilibrada.  Com isso, são doenças que não é passando na herança, mas foram mutações adquirida em um gene ou em um grupo de gene, sendo classificadas em ,  ,.
Monogênica: São as doenças que afetam apenas um único gene, por exemplo a  doença de Huntington. 
Multifatorial: quando tem vários genes e possuem a influência do meio, sendo as doenças que mais afetam os idosos, por exemplo, Diabetes mellitus tipo 2 e Alzheimer. 
Cromossômica: acontece durante a divisão celular e surgem a partir de uma duplicação ou ausência de um cromossomos inteiro ou um pedaço de cromossomos, por exemplo, a Síndrome de Down, que só acontece devido ao excesso do material genético, ou seja, indivíduos que têm essa condição apresenta 47 cromossomos, sendo que essa está ligado ao par 21, por isso conhecida como trissomia do cromossomo 21. 
Além disso, essas doenças podem ser detectadas através de técnicas moleculares, que com isso permite identificar o gene que apresenta alguma alteração e com esse exame permite que medidas sejam tomadas para que não haja o agravamento das doenças, uma vez que por atingir a sequência de nucleotídeos não possuem cura. Os principais exames são: Mapeamento genético, cariótipo, sequenciamento de DNA, exoma, CGH array, SNP array e MLPA ,,
As doenças genéticas são o albinismo, que é uma doença que afeta a produção de melanina. A anemia falciforme ocorre quando o indivíduo apresenta hemoglobina S, em que os glóbulos vermelhos assumem o formato de foice.  Outro exemplo, é a Síndrome de Turner é a ausência de um cromossomo X, e o indivíduo pode ser estéril por não amadurecer os órgãos sexuais. E sendo a mais comum a fibrose cística, é uma doença que afeta o aparelho digestivo, respiratório e as glândulas sudoríparas, sendo uma doença hereditária, no qual os pais passaram o gene defeituoso , , .

## A Recombinação Genética Bacteriana
A recombinação bacteriana utiliza três mecanismos em seu processo de troca de material genético e fusão entre o DNA transferido e o cromossomo bacteriano.
A transformação é um processo no qual uma bactéria absorve o DNA do ambiente onde está inserida. Este material genético uma vez incorporado à célula faz com que ocorra recombinações entre os genes recém-introduzidos e os genes presentes no cromossomo bacteriano , implicando nas alterações genéticas da célula. Além disso, a transformação também pode envolver a captura de material genético solto no ambiente, como fragmentos de DNA, que são assimilados pelo genoma bacteriano, possibilitando que a  bactéria adquira novas características ao incorporar esses fragmentos de DNA em seu material genético .
Figura 7: Recombinação por transformação de bactérias.
As bactérias têm a capacidade de incorporar material genético por meio de mecanismos de transformação. Esse processo envolve a utilização do DNA, sendo influenciado por fatores como temperatura, pressão e composição química do ambiente em que se encontram , juntamente com a presença de plasmídeos. Essa incorporação pode ocorrer de forma espontânea, através da liberação do DNA no ambiente.
As células possuem diversas capacidades, incluindo o mecanismo de transformação, no qual, por meio da captura de DNA pelas membranas conhecidas como células competentes, as bactérias podem adquirir DNA com maior facilidade. O meio é de extrema importância, uma vez que desempenha um papel significativo e influencia a competência das células. o DNA captado pela célula competente, não precisa ser necessariamente bacteriano; qualquer tipo de DNA, seja ele bacteriano ou de outra origem, pode ser assimilado por células competentes, desde que estejam em condições adequadas para esse processo .
Durante o processo de transformação, quando o DNA é fundido na célula, uma das fitas se desenrola, enquanto a outra fita atravessa a membrana e pode emparelhar com uma região homóloga, integrando-se ao cromossomo bacteriano . Para que ocorra esse processo é fundamental  dois eventos de crossing over, após restar uma fita única de DNA a mesma é corrompida pelas enzimas. Podendo ocorrer em outras  bactérias, através do DNA  atravessar a membrana celular e se juntar ao cromossomo bacteriano .
A transdução é processo fundamental no qual um vírus bacteriófago carrega fragmentos de DNA de uma bactéria hospedeira para outra, ou seja, quando um vírus infecta outra bactéria. Esse processo envolve o transporte de moléculas de DNA de uma bactéria para outra através do vírus, que, uma vez introduzido, passa por recombinações com o cromossomo bacteriano .
Figura 8: Recombinação por transdução de bactérias.
A transdução baseia-se em um conjunto de processos nos quais os genes são distribuídos entre bactérias por meio de dois processos.
A transdução especializada é o processo no qual os genes são transferidos de uma bactéria para outra por meio de fagos, que são vírus que infectam bactérias. No entanto, apenas alguns genes são transferidos, sendo estes localizados próximos a locais específicos no cromossomo bacteriano. Para que a transdução especializada ocorra, são necessários bacteriófagos lisogênicos, fagos que integram o material genético no cromossomo da bactéria hospedeira. Quando esse fago, com a combinação do seu próprio DNA e do DNA bacteriano, infecta outra célula bacteriana no próximo ciclo de Infecção , ele injeta esse material genético na nova célula, resultando na transferência dos genes bacterianos específicos próximos ao local de integração para a nova bactéria.
A transdução generalizada ocorre junto ao ciclo lítico no qual um bacteriófago contamina uma bactéria, e como resposta a esse processo o vírus se impregna ao metabolismo da bactéria e se replica  criando inúmeros indivíduos por meio de si, o cromossomo hospedeiro acaba se rompendo e se dividindo em várias partes porque o vírus necessita de recursos para poder fazer esse processo, contudo em diferentes casos o vírus não carrega apenas seu DNA levando também o cromossomo bacteriano, quando esse evento ocorre é chamado de fago transdutor, o que pode evocar a infecção de uma nova célula bacteriana liberando o DNA dentro dessa nova bactéria. O que possibilita o DNA passar pelo processo de recombinação com o cromossomo bacteriano na célula hospedeira .  
A conjugação é um processo de transferência do material genético entre bactérias, no qual o material genético é transmitido diretamente de uma bactéria para outra, criando assim uma ligação direta entre elas. Esse processo ocorre por meio da transferência de moléculas de DNA que se deslocam de uma célula doadora para uma célula receptora . Para que uma célula possa ser considerada uma doadora, é fundamental que ela contenha um plasmídeo.O material genético é transferido somente de doadora para receptora, evitando o fluxo no sentido oposto. Dessa forma, a conjugação desempenha um papel fundamental na troca de informações genéticas entre bactérias .
Figura 9: Recombinação por conjugação de bactérias.